# Palmarès del Građanski nogometni klub Dinamo Zagreb
Il Građanski Nogometni klub Dinamo Zagreb, noto in Italia come Dinamo Zagabria e in passato con il nome di Croatia Zagreb (it. Croazia Zagabria), è una società calcistica croata con sede nella capitale, Zagabria, dove fu fondata nel 1945.
Con 58 titoli ufficiali è il club croato più decorato, potendo vantare 25 titoli nazionali, 17 Coppe di Croazia e 8 Supercoppe di Croazia (tutti record nazionali croati). Nel suo palmarès figurano anche 4 campionati jugoslavi e 8 Coppe di Jugoslavia; a livello internazionale il club vanta nel suo albo ufficiale una Coppa delle Fiere (1966-1967), oltre ad aver vinto anche una Coppa dei Balcani nel 1976.

## Competizioni nazionali
- Campionato jugoslavo: 4

1947-1948, 1953-1954, 1957-1958, 1981-1982
- Coppa di Jugoslavia: 7

1951, 1960, 1963, 1965, 1969, 1980, 1983
- Campionato croato: 25  (record)

1992-1993, 1995-1996, 1996-1997, 1997-1998, 1998-1999, 1999-2000, 2002-2003, 2005-2006, 2006-2007, 2007-2008, 2008-2009, 2009-2010, 2010-2011, 2011-2012, 2012-2013, 2013-2014, 2014-2015, 2015-2016, 2017-2018, 2018-2019, 2019-2020, 2020-2021, 2021-2022, 2022-2023, 2023-2024
- Coppa di Croazia: 17  (record)

1993-1994, 1995-1996, 1996-1997, 1997-1998, 2000-2001, 2001-2002, 2003-2004, 2006-2007, 2007-2008, 2008-2009, 2010-2011, 2011-2012, 2014-2015, 2015-2016, 2017-2018, 2020-2021, 2023-2024
- Supercoppa di Croazia: 8  (record)

2002, 2003, 2006, 2010, 2013, 2019, 2022, 2023

## Competizioni internazionali
- Coppa delle Fiere: 1

1966-1967
- Coppa dei Balcani per club: 1

1976

## Competizioni giovanili
- Blue Stars/FIFA Youth Cup: 1

2018
- Juniorsko prvenstvo Jugoslavije u nogometu: 5

1949-1950, 1954-1955, 1971-1972, 1972-1973, 1973-1974
- Omladinski kup Jugoslavije u nogometu: 2

1966-1967, 1972-1973
- Juniorsko prvenstvo Hrvatske u nogometu: 10

1999-2000, 2000-2001, 2001-2002, 2002-2003, 2008-2009, 2009-2010, 2010-2011, 2015-2016, 2017-2018, 2018-2019
- Kup Hrvatske u nogometu za juniore: 5

1999-2000, 2000-2001, 2002-2003, 2003-2004, 2020-2021
- Torneo Internazionale Nereo Rocco: 2

2002, 2009

## Altri piazzamenti
- Campionato jugoslavo:

Secondo posto: 1946-1947, 1951, 1959-1960, 1962-1963, 1965-1966, 1966-1967, 1968-1969, 1976-1977, 1978-1979, 1989-1990, 1990-1991
Terzo posto: 1954-1955, 1961-1962, 1963-1964, 1967-1968, 1970-1971, 1975-1976, 1982-1983
- Kup Maršala Tita:

Finalista: 1950, 1963-1964, 1971-1972, 1975-1976, 1981-1982, 1984-1985
Semifinalista: 1948, 1953, 1961-1962, 1969-1970, 1970-1971, 1977-1978, 1983-1984, 1985-1986
- Ljetna liga prvaka:

Secondo posto: 1969
- Campionato croato:

Secondo posto: 1994-1995, 2000-2001, 2003-2004, 2016-2017, 2024-2025
Terzo posto: 1993-1994, 2001-2002
- Slobodna Hrvatska:

Secondo posto: 1991
- Coppa di Croazia:

Finalista: 1991-1992, 1992-1993, 1994-1995, 1999-2000, 2013-2014, 2016-2017, 2018-2019
Semifinalista: 2009-2010, 2022-2023
- Supercoppa di Croazia:

Finalista: 1993, 1994, 2004, 2014
- Coppa delle Fiere:

Finalista: 1962-1963
- Coppa delle Coppe:

Semifinalista: 1960-1961
- Zentropa Cup /  Coppa Mitropa:

Semifinalista: 1951, 1962
- Coppa Grasshoppers:

Terzo posto: 1952-1957